# Demey metróállomás
A Demey metróállomás a brüsszeli 5-ös metró (Érasme - Herrmann-Debroux) utolsó előtti állomása délkeleti irányban, Auderghem kerületben.

## Elhelyezkedése, leírása
A metróállomás a felszínen, a belga A4-es autópálya (E411) brüsszeli bevezető szakaszának két iránya között középen helyezkedik el. Oldalfalai teljesen üvegből vannak, ami a brüsszeli metróhálózatban különleges helyet biztosít számára, lehetővé teszi a kitűnő megvilágítást, ugyanakkor a várakozók védelmét az időjárástól. A peronokat gyalogos aluljárón át lehet megközelíteni, az északi oldalon a Louis Dehoux és a Gustave Demey utakról, illetve a bevásárlóközpontok parkolójából, a déli oldalon pedig az Edmond Van Nieuwenhuyse útról.

## Története
Az állomást 1977. június 7-én nyitották meg, mint az akkori 1A metróvonal végállomását. Nevét a közeli Gustave Demey útról (franciául avenue Gustave Demey, hollandul Gustave Demeylaan) kapta, amit pedig korábban Gustave Demeyről, Auderghem polgármesteréről (1921-1933) neveztek el. 1985. március 23-án nyílt meg a vonal folytatása, ami a közeli csomópont alatt, újra a föld alá bújva, a Herrmann-Debroux állomásig haladt.
A 2010-es években az állomást teljesen felújították, liftekkel, új beléptető rendszerrel látták el. Ennek során művészeti alkotásokat is elhelyeztek, Bob Verschueren és Michel Dusariez kortárs művészek képeit.

## Átszállási lehetőségek
| 5 (Érasme – Herrmann-Debroux) |                        |                                                        |
| Állomás                       | Átszállási lehetőségek | Fontosabb létesítmények                                |
| Demey                         | 41 72                  | Bevásárlóközpontok (élelmiszeráruház és barkácsáruház) |

## Közeli látnivalók
- Édouard Pinoy tér

## Fordítás
- Ez a szócikk részben vagy egészben a Demey (métro de Bruxelles) című francia Wikipédia-szócikk ezen változatának fordításán alapul.  Az eredeti cikk szerkesztőit annak laptörténete sorolja fel. Ez a jelzés csupán a megfogalmazás eredetét és a szerzői jogokat jelzi, nem szolgál a cikkben szereplő információk forrásmegjelöléseként.
- Ez a szócikk részben vagy egészben a Demey (metrostation) című holland Wikipédia-szócikk ezen változatának fordításán alapul.  Az eredeti cikk szerkesztőit annak laptörténete sorolja fel. Ez a jelzés csupán a megfogalmazás eredetét és a szerzői jogokat jelzi, nem szolgál a cikkben szereplő információk forrásmegjelöléseként.